# Pauline Reguig
Pauline Reguig (* 1984 in Toulouse) ist eine französische Geigerin.

## Leben
Pauline Reguig begann ihr Violinenstudium mit sieben Jahren am Nationalkonservatorium von Toulouse in der Klasse von Larissa Kolos.
Mit neun Jahren bekam sie den 1. Preis im Leopold-Bellan-Wettbewerb in Paris. Als Preisträgerin der Wettbewerbe der Stadt Paris setzt sie 1997 ihr Violinenstudium am „Conservatoire Supérieur de Paris“ fort. 1999 erhielt sie den 1. Preis mit Auszeichnung im Jugendmusikwettbewerb von Radio France, 2002 den 1. Preis am „Conservatoire Supérieur de Paris“. Reguig war Studentin von Petru Munteanu an der HMT Rostock und seit 2003 Mitglied des Ensembles Concertino, mit dem sie u. a. auch als Solistin und Konzertmeisterin in Deutschland und im Ausland auftrat.
Im Jahr 2005 musizierte sie als Solistin mit der Norddeutschen Philharmonie Rostock unter der Leitung von Christian Hammer und mit dem Concertino.
2006 wurde für den NDR die Sendung „Stars von Morgen“ aufgenommen. Sie gewann den 1. Preis und den Mozart-Preis im Rostocker „Musikpreis 2006“. Auch als Kammermusikpartnerin musizierte sie bereits in verschiedenen Besetzungen in Argentinien und Deutschland.
2007 gewann sie den „Felix Mendelssohn Bartholdy Preis“ und den Kammermusikpreis der „Freunde Junger Musiker Deutschland“ im Duo Violine/Klavier mit Emilio Peroni; sie hat dadurch mit dem RBB ihre erste CD aufgenommen. Im Februar schloss sie ihr Diplom mit Auszeichnung ab; seitdem studiert sie im Aufbaustudiengang an der HMT Rostock.
Auch das Jahr 2008 begann erfolgreich mit mehreren Konzerten in Frankreich und Deutschland, u. a. als Solistin unter der Leitung von Amaury du Closel. Sie war Finalistin im Internationalen Wettbewerb „Vibrarte“ in Paris und gewann den 2. Preis beim Rostocker „HMT-Musikpreis 2008“ im Fach Kammermusik (Duo Violine/Klavier).
Im September 2008 wurde sie Preisträgerin beim „Foundation Cziffra“ Paris, und im Oktober erhielt sie den Izzy-Fuhrmann-Preis des Zentrums für Verfemte Musik an der HMT Rostock, mit dem die Teilnahme am Amerika-Projekt der Jeunesses Musicales vom 16. bis 27. April mit Konzerten in Los Angeles verbunden war. Zudem bekam Pauline einen Lehrauftrag an der Hochschule für Musik und Theater Rostock im Fach Violine.
2009 erhielt sie das Stipendium des Yehudi-Menuhin-Vereins „Live Music Now“ und gründete mit Yasuko Sugimoto und Alexei Shestiperov das „Bartholdy Trio“. Im Oktober schloss sie ihr Konzertexamen mit Auszeichnung ab. Sie musizierte als Solistin mit der Klassischen Philharmonie Hamburg unter der Leitung von Robert Stehli.
Sie wurde zu mehreren Musikfestivals in Deutschland und Frankreich eingeladen, u. a. zum „Festival Radio France et Montpellier Languedoc Roussillon“. Das Konzert in der Kategorie Junge Solisten wurde live gesendet. Auf Grund ihrer kammermusikalischen Erfahrung wurde sie für die Festspiele in Mecklenburg-Vorpommern engagiert und spielte dort mit dem Fauré-Quartett, dem Cellisten Daniel Müller-Schott und dem Quatuor Ebène.
Sie spielt auf einer Geige von Claude Pirot aus dem Jahr 1806.